# Schansitherium
Schansitherium — род вымерших жирафов из позднего миоцена, напоминающих лося или антилопу. Представители рода были найдены в провинции Шаньси и Ганьсу (Китай) и острове Самос (Греция). Schansitherium были тесно связаны с родом Samotherium. Описан Х. Килгусом в 1923 году.

## Этимология
Название этого вида происходит от того места находки и означает «зверь Шаньси».

## Описание
Это животное напоминало современных лосей или антилоп. Длина тела 4,5 метра, высотой 2,3 метра. Schansitherium был жирафом с короткой шеей, похожим на Occupy, с толстым черепом и рогами, похожими на рога современного оленя. Пара толстых рогов и перед ними пара маленьких рогов, которые были прямыми и тонкими. Очевидно, они использовались в стычках между соперниками из-за самок и территории. Schansitherium имел гриву как у современного жирафа. Schansitherium родственен родам Siootriom и Samotriom.

## Классификация
Этот род включает три вида: 
- Schansitherium decipiens (Bohlin, 1926) — Ганьсу
- Schansitherium tafeli Killgus, 1922 — Шаньси
- Schansitherium quadricornis (Bohlin, 1926) — Самос

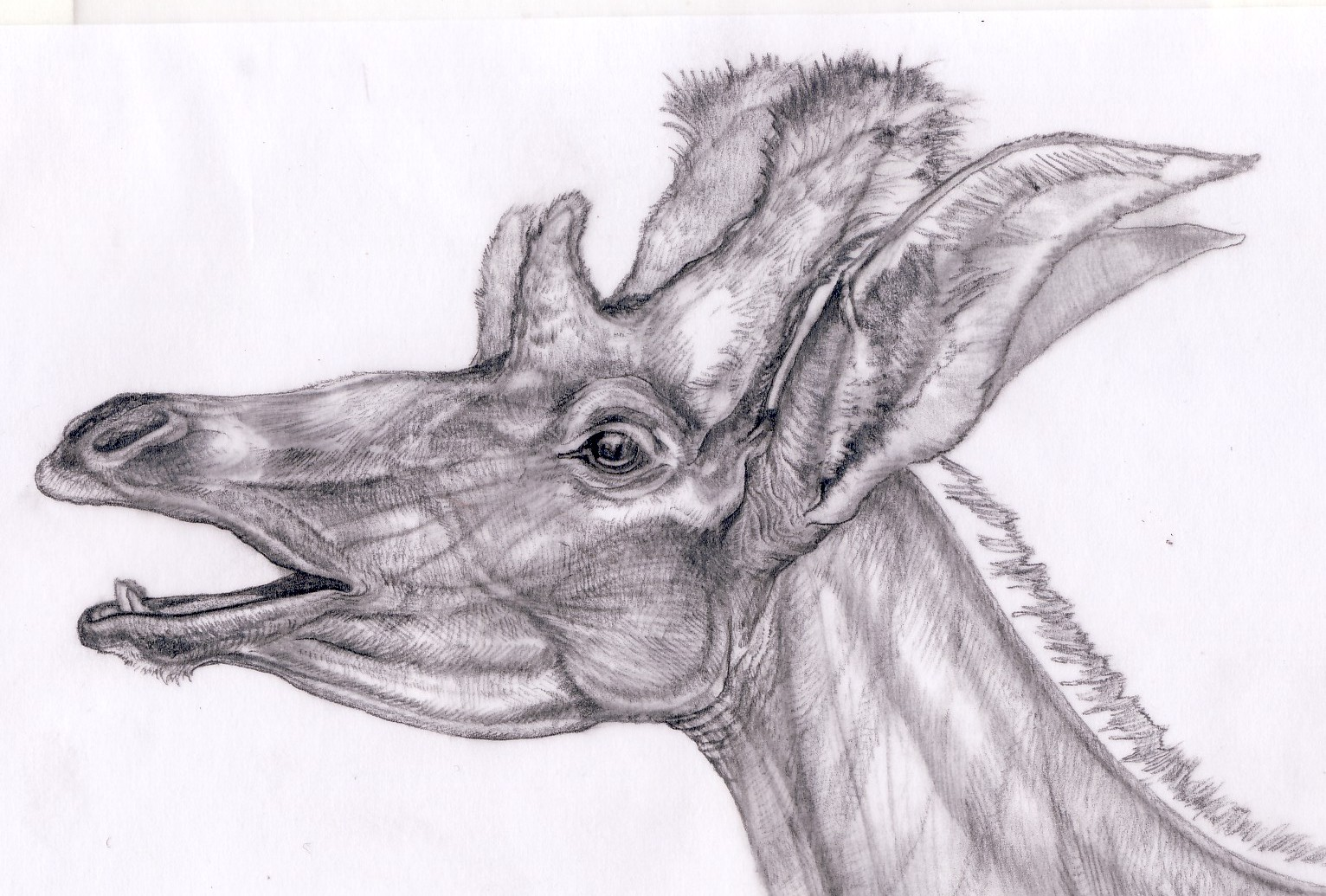
Реконструкция головы

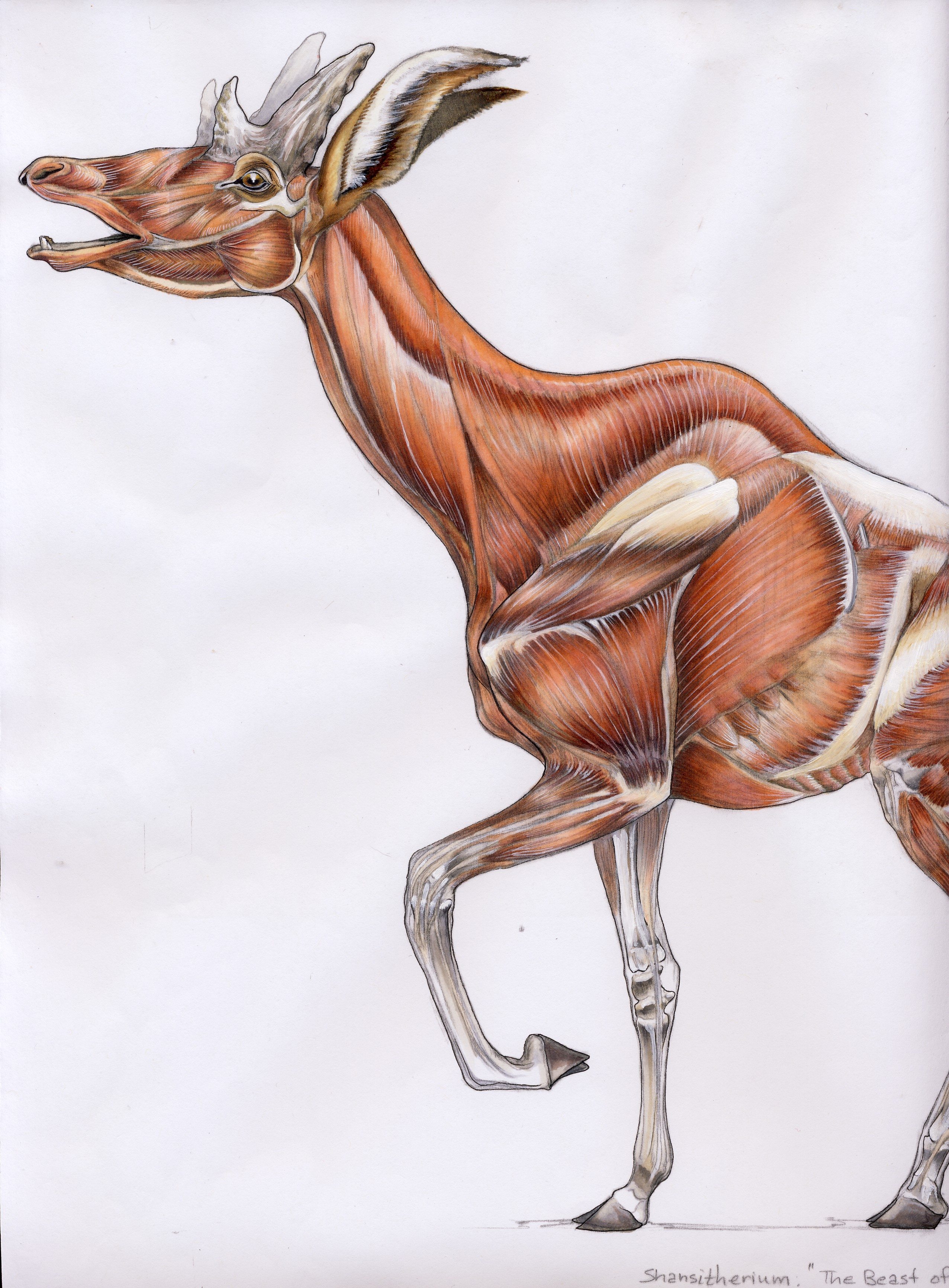
Мускулатура